# Helen Schucman
Helen Cohn Schucman, född 14 juli 1909, död 9 februari 1981, var en amerikansk psykolog.

## Biografi
Helen Schucman växte upp i en judisk familj och studerade litteratur, musik och språk vid New York University 1931–1935. Under studierna träffade hon Louis Schucman som hon gifte sig med. Hon arbetade i många år i hans bokaffär, men 1952 började hon studera psykologi vid New York University, och blev Ph.D. i psykologi 1958. Hon var senare biträdande professor i medicinsk psykologi vid Columbiauniversitetets institution för medicin och kirurgi i New York till sin pensionering 1976.
Efter att hon lärde känna sin kollega William Thetford uppenbarade sig en "inre röst" för henne, som hon hävdade var Jesus. Under åren 1965 till 1972 dikterade rösten det som blev boken En kurs i mirakler, som nedtecknades av Thetford och som första gången gavs ut 1975. Schucmans roll i sammanhanget avslöjades först efter hennes död.